# 太行八陉
太行八陉最初指太行山脉中八个断开的山口，后来引申为穿越太行山脉的8条通道，由北向南依次是军都陉、蒲阴陉、飞狐陉、井陉、滏口陉、白陉、太行陉、轵关陉。历史上对太行八陉的排序，是把最南边的轵关陉作为第一陉，依次向北，到最北边的军都陉为第八陉。

## 历史
六亿年前，太行山地区还是一片汪洋。大约在六千万年前中生代晚期的燕山运动中，太行山脉逐渐隆起，纵贯河北、河南和山西省之间，成为黄土高原和华北平原的天然分界线。 在长达千余里的太行山脉之间，有8个自然形成的峡谷，史称“太行八陉”。“太行八陉”在古代主要作为军事要道而意义重大，游牧民族与农耕民族无论是进行商贸活动还是战争，都必须通过这八条交通要道。随着明清之后朝廷防御重点的转移，“太行八陉”的军事意义逐渐削弱。

## 地理

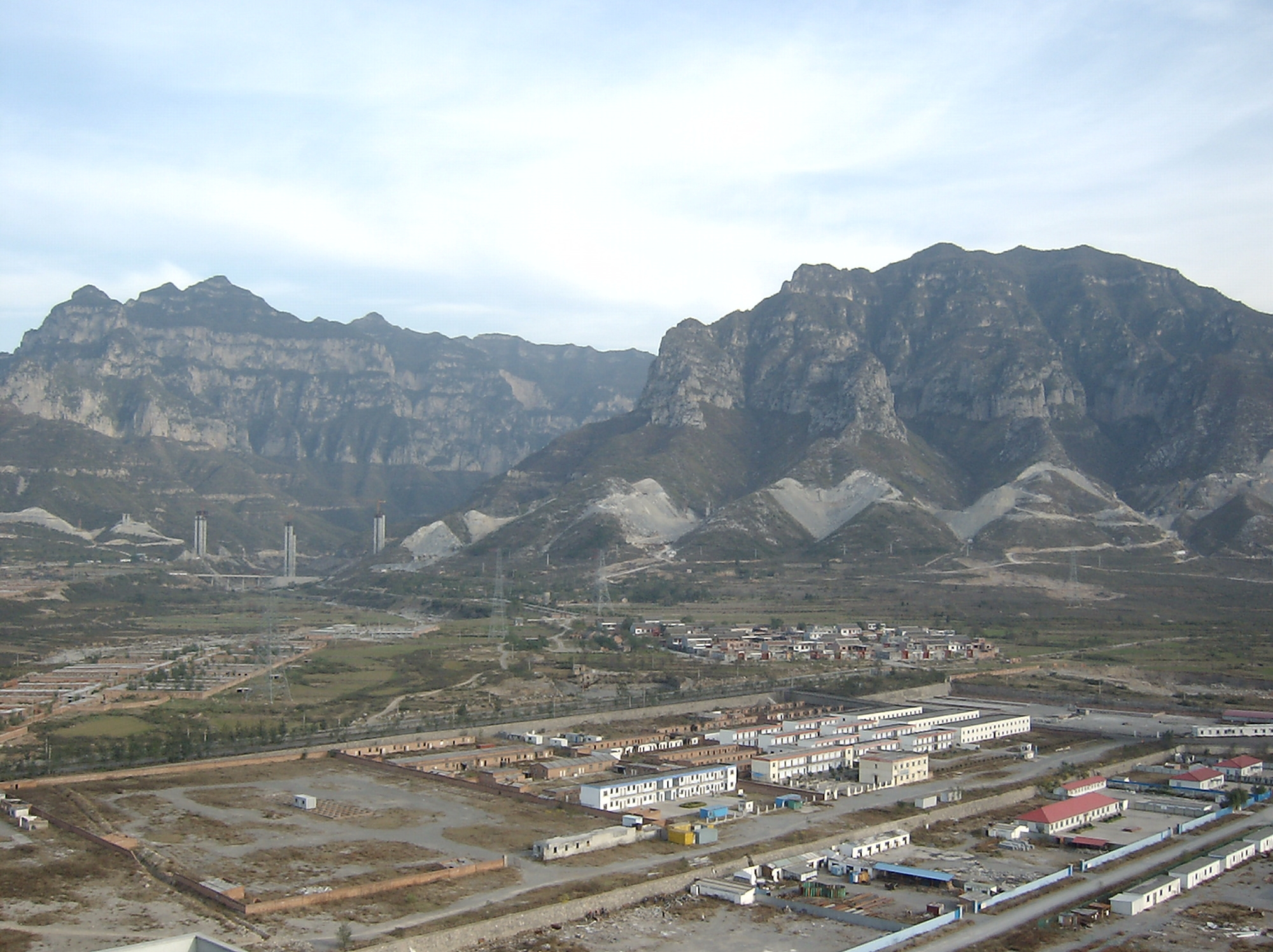
河南济源五龙口镇的南太行和在建中晋济高速（2005年）

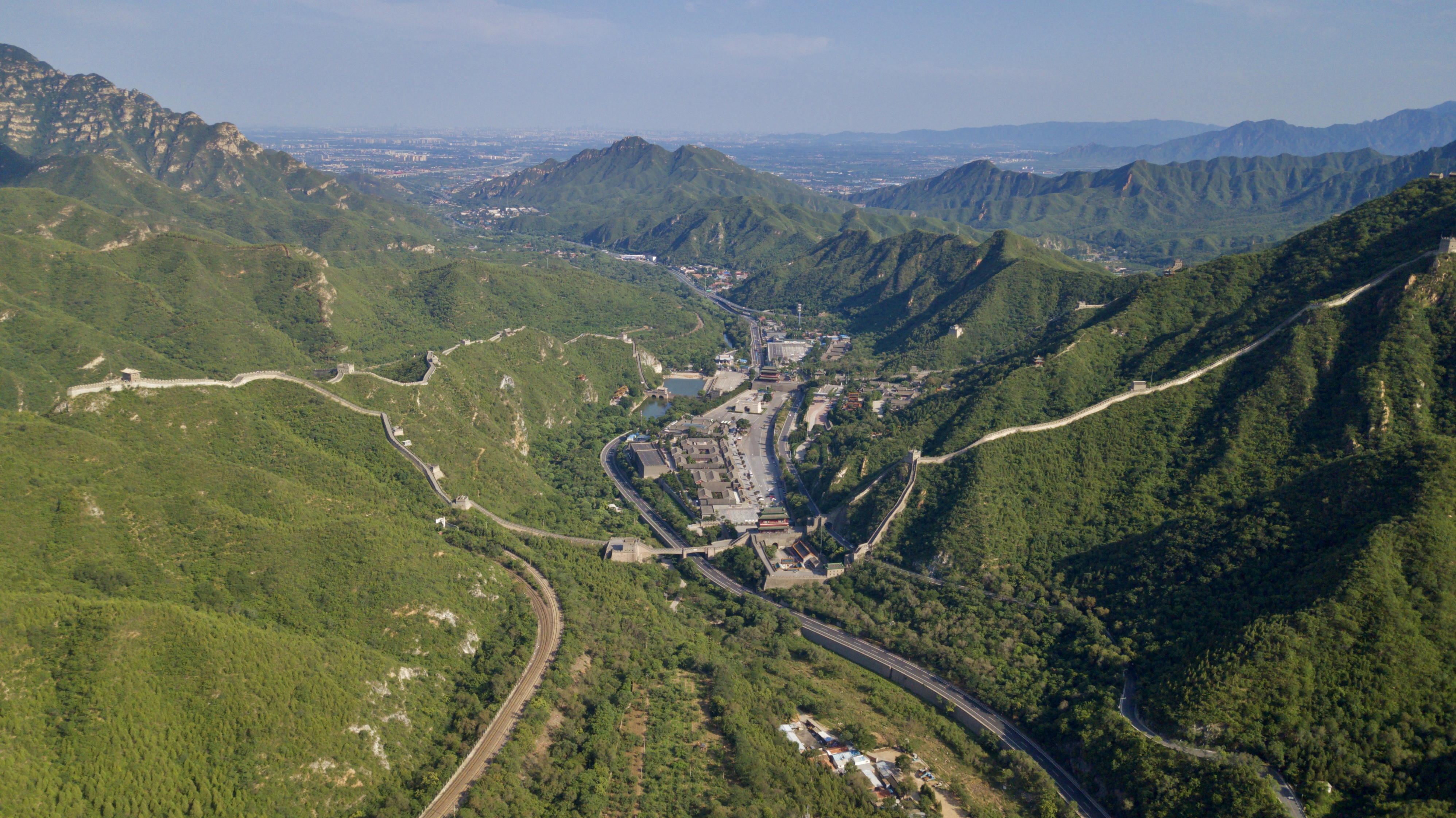
軍都陘的居庸关是"天下九塞"之一，自秦以来便成为重要的通行要道。图左侧为燕山，右侧为太行山，京藏高速和京张铁路等交通干线通过于此。

太行山自南而北有沁河、丹河、漳河、滹沱河、沙河、唐河、桑乾河等數條穿越太行山而出的河谷。但由于這些河谷不利於人馬通行，因此古代穿越太行山而進出的交通道路多利用山脊的隘口，其中最著名的要算史書中記載的“太行八陘”。
第一陉为轵关陉。軹關二字的原意為「只能通過一輛車（軹）的道路」。位于今河南省济源县西，是连接临汾-运城盆地与“河内”平原乃至伊洛地区的重要通道，它的西段沿涑水上游以及亳清河横穿中条山形成的横谷而走，东段跨越王屋山南坡的台地与沟壑。
第二陉为太行陉，位于今河南沁阳县与晋城之间。太行陉因为山道狭窄，崎岖蜿蜒，别称“羊肠阪”。天井关村正好位于太行陉古代、近代和现代三条道路的交汇点上。
第三陉为白陉又名“孟门”，是太行山南麓最深的一條峽谷，在河南省辉县西，是豫北与晋东南之间的孔道。
第四陉为滏口陉，在今河北省磁县西北石鼓山口，因是滏阳河上源而得名。其地理位置险要，历来为兵家必争之地。公元204年，魏武帝曹操在这里击败袁尚；北魏末年(528年)，北魏大将军尔朱荣在滏口击溃葛荣领导的农民起义军；还有隋朝末年农民起义军领袖窦建德与沧州刺史窦宗的鼓山之战等亦发生于此。
第五陉为井陉，是“太行八陉”最重要的一个，是从山西东出太行山最近捷之路。从井陉关东进，到山西边境的井陉西口固关，长约百里，关隘重重，其间就有号称天下第九关的娘子关。山西省S315省道于此通过。
第六陉为飞狐陉一名“望都关”，在今河北涞源县北。飞狐陉与蒲阴陉相隔极近，彼此连通，是历代统治者重兵把守的咽喉要塞。张石高速公路于此通过。
第七陉为蒲阴陉，在今河北省易县西北，宋代称“金陂关”，金、元以后改称“紫金口、紫荆关”。平型關位於蒲陰陘南。涞涞高速公路、112国道于此通过。
第八陉为军都陉，在今北京市昌平县西北之居庸山。軍都陘的居庸關是"天下九塞"之一，是北京去內蒙古的天然通道。京藏高速（G6）、京张铁路于此通过。